# Arachnidium hippothooides
Arachnidium hippothooides is een mosdiertjessoort uit de familie van de Arachnidiidae. De wetenschappelijke naam van de soort is voor het eerst geldig gepubliceerd in 1859 door Hincks.